# Bibsys
BIBSYS là một cơ quan hành chính được thành lập và tổ chức bởi Bộ Giáo dục và Nghiên cứu ở Na Uy. Nó là một nhà cung cấp dịch vụ, tập trung vào việc trao đổi, lưu trữ và truy xuất dữ liệu liên quan đến nghiên cứu, giảng dạy và học tập - siêu dữ liệu trong lịch sử liên quan đến tài nguyên thư viện.
BIBSYS đang hợp tác với tất cả các trường đại học và cao đẳng đại học Na Uy cũng như các tổ chức nghiên cứu và Thư viện Quốc gia Na Uy. Bibsys được tổ chức chính thức như một đơn vị tại Đại học Khoa học và Công nghệ Na Uy (NTNU), nằm ở Trondheim, Na Uy. Ban giám đốc được bổ nhiệm bởi Bộ Giáo dục và Nghiên cứu Na Uy.
BIBSYS cung cấp cho các nhà nghiên cứu, sinh viên và những người khác quyền truy cập dễ dàng vào tài nguyên thư viện bằng cách cung cấp dịch vụ tìm kiếm hợp nhất Oria.no và các dịch vụ thư viện khác.
 Họ cũng cung cấp các sản phẩm tích hợp cho hoạt động nội bộ cho các thư viện nghiên cứu và đặc biệt cũng như các tài nguyên giáo dục mở.

Là một thành viên DataCite, BIBSYS hoạt động như một đại diện quốc gia của DataCite tại Na Uy và do đó cho phép tất cả các tổ chức nghiên cứu và giáo dục đại học của Na Uy sử dụng DOI trên dữ liệu nghiên cứu của họ.
Tất cả các sản phẩm và dịch vụ của họ được phát triển hợp tác với các tổ chức thành viên của họ.